# Amanita flavescens
Amanita flavescens är en svampart som först beskrevs av E.-J. Gilbert & S. Lundell, och fick sitt nu gällande namn av Contu 1988. Amanita flavescens ingår i släktet flugsvampar och familjen Amanitaceae.  Arten är reproducerande i Sverige. Inga underarter finns listade i Catalogue of Life.

## Bildgalleri

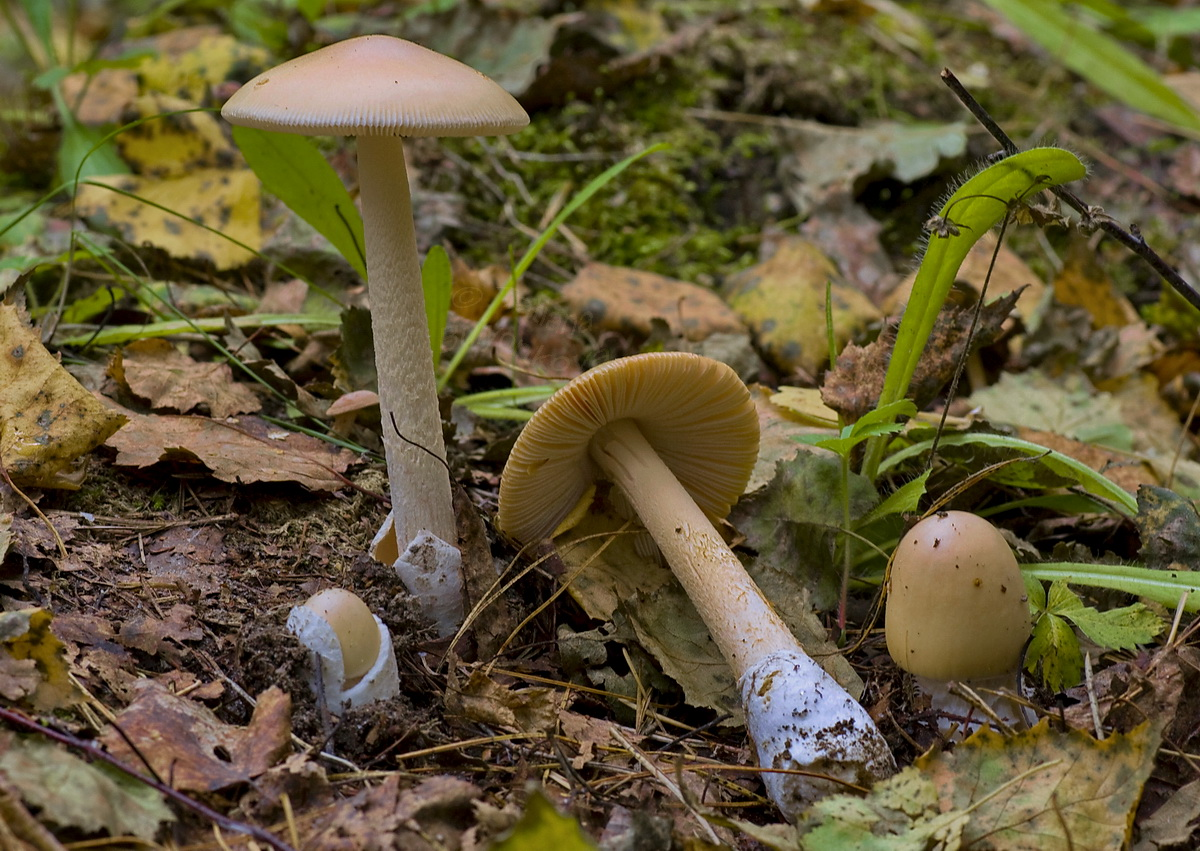